# 韦姆德市镇
韦姆德市镇（瑞典語：Värmdö kommun）是瑞典中东部斯德哥尔摩省的一个市镇。古斯塔夫斯贝里是该市镇的治所。截至2005年，该市镇共有人口9,682名，居民主要聚居于海拔37米的主岛上。
韦姆德市镇的名称来自其坐落的韋姆德主岛，该岛面积约为180平方千米。